# Sõmeru (commune)
Sõmeru (en estonien : Sõmeru vald) est une ancienne municipalité rurale d'Estonie située dans le Comté de Viru-Ouest. Elle s'étendait sur 168,29 km2
et avait 3 674 habitants en 2012. Elle a été absorbée par Rakvere en 2017.

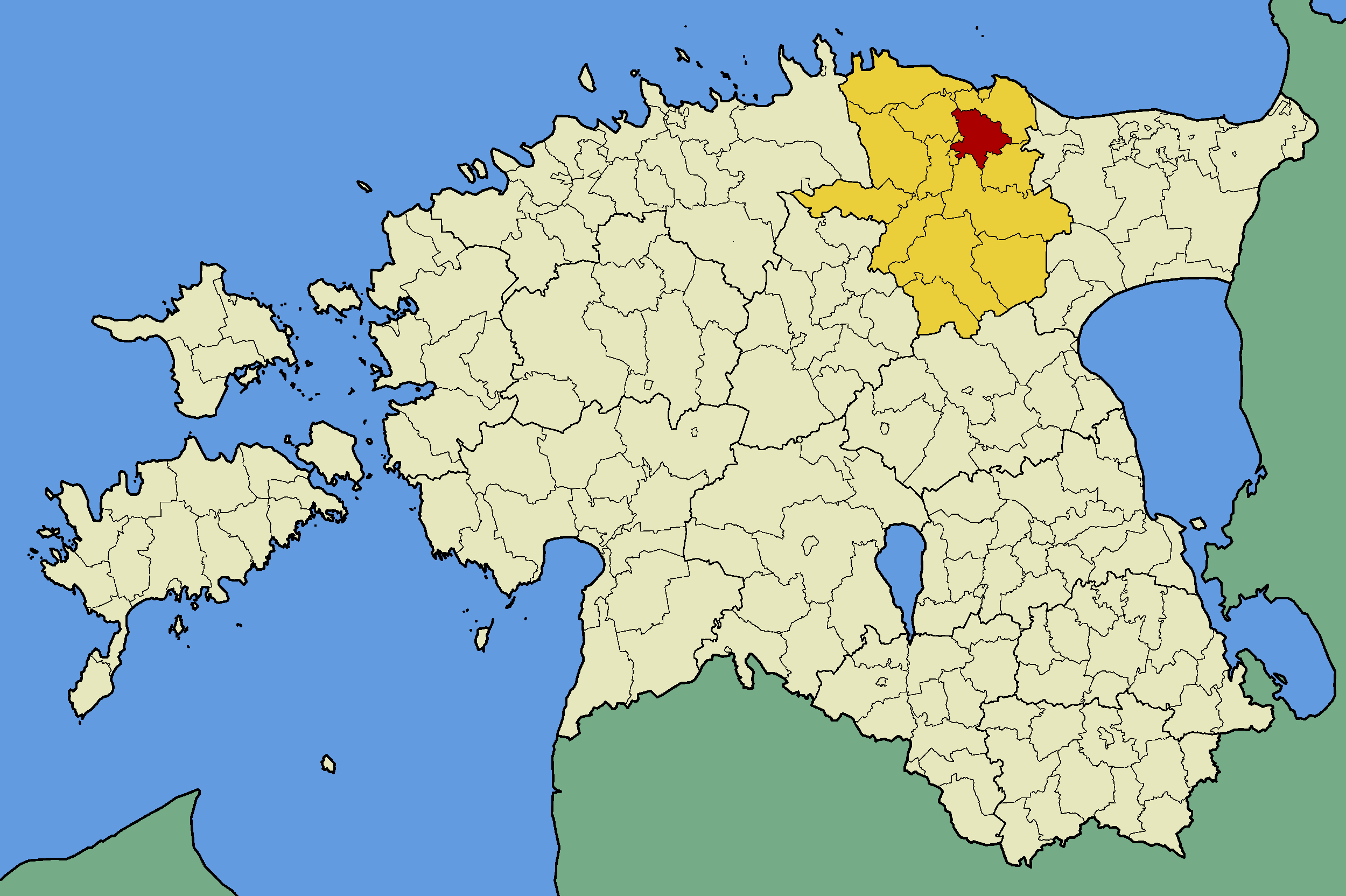
Commune de Sõmeru (rouge)
dans le Comté de Viru-Ouest (jaune).

## Municipalité
La municipalité comprend 3 bourgs et 28 villages:

### Bourgs
Sõmeru, Näpi, Uhtna

### Villages
Aluvere, Andja, Aresi, Jäätma, Kaarli, Katela, Katku, Kohala, Kohala-Eesküla, Koovälja, Muru, Nurme, Papiaru, Rahkla, Raudlepa, Raudvere, Roodevälja, Rägavere, Sooaluse, Sämi, Sämi-Tagaküla, Toomla, Ubja, Ussimäe, Vaeküla, Varudi-Altküla, Varudi-Vanaküla, Võhma.